# Apodanthera mandonii
Apodanthera mandonii är en gurkväxtart som beskrevs av Célestin Alfred Cogniaux. Apodanthera mandonii ingår i släktet Apodanthera och familjen gurkväxter. Inga underarter finns listade i Catalogue of Life.